# Шамбери
 Тази статия е за града във Франция.  За окръга вижте Шамбери (окръг).  
Шамберѝ (на френски: Chambéry) е град в Източна Франция.

## География
Градът е главен административен център на департамент Савоа на регион Оверн-Рона-Алпи. Разположен е близо до южния бряг на езерото Бурже в подножието на алпийските масиви Шартрьоз и Бож. От столицата Париж отстои югоизточно на 525 км. На 45 км северно от Шамбери е главния град на съседния департамент – Анси, до който се пътува, като се преминава през град Екс ле Бен, който е също на брега на езерото Бурже. Има летище и жп гара по линията от Гренобъл до Анси. Население 57 420 жители от преброяването през 2007 г.

## История
Шамбери е главен град на Савойското графство от 1295 до 1416 г. и на Савойското херцогство от 1416 до 1563 г., когато херцогът на Савоя премества резиденцията си в Торино.

## Икономика
Текстилен център. Основни отрасли в икономиката на града са туризмът, машиностроенето, химическата и хранително-вкусовата промишленост.

## Известни личности
Родени в Шамбери
- Оливие Жиру (р. 1986), футболист
- Жозеф дьо Местр (1753 – 1821), философ

Починали в Шамбери
- Рене-Луи Бер (1874 – 1932), математик
- Андре Вирел (1920 – 2000), психолог

Свързани с Шамбери
- Жан-Жак Русо (1712 – 1778), философ, живял в града
- Амадей VI Савойски (1334 – 1383), граф на Савоя, роден в града, през 1366 г. напада с флотата си българските черноморски градове.

## Побратимени градове
- Албщат, Германия
- Торино, Италия
- Уахигуя, Буркина Фасо